# 22 décembre en sport
22 novembre 22 janvier
Chronologies thématiques
- Croisades
- Ferroviaires
- Disney

Le 22 décembre (355e jour de l'année ou 356e en cas d'année bissextile) en sport.

## Événements

### XXIesiècle
- 2001 :
  - (Football / Coupe CECAFA) : l'Éthiopie remporte la Coupe CECAFA des nations pour la deuxième fois de son histoire après sa victoire en finale 2 buts à 1 contre le Kenya. Le Rwanda prend la troisième place.
- 2023 :
  - (Football /Coupe du monde des clubs) : en finale de la 20e édition de la Coupe du monde des clubs de la FIFA qui se déroule en Arabie saoudite et qui sera la dernière édition avec sept équipes[1], victoire de Manchester City qui s'impose face à Fluminense 4 à 0[2]. Le club anglais réalise un quintuplé cette saison (C1, Coupe, Premier League, Supercoupe de l’UEFA)[3].

## Naissances

### XIXesiècle
- 1856 : 
  - Jules Trinité, tireur français. Médaillé d'argent du 50m pistolet d'ordonnance, par équipes aux Jeux de Paris 1900. († 17 décembre 1921).
- 1862 : 
  - Connie Mack, joueur de baseball puis dirigeant et propriétaire de club américain. († 8 février 1956).
- 1865 :
  - Charles Sands, golfeur, joueur de tennis et joueur de paume américain. Champion olympique aux Jeux de Paris 1900. († 9 août 1945).
- 1878 : 
  - Meyer Prinstein, athlète de saut américain. Champion olympique du triple saut et médaillé d'argent de la longueur aux Jeux de Paris 1900 puis champion olympique de la longueur et du triple saut aux Jeux de Saint-Louis 1904. († 10 mars 1925).
- 1883 : 
  - Marcus Hurley, cycliste sur piste américain. Champion olympique du 1/4 de mile, du 1/3 de mile, du 1/2 de mile, du mile et médaillé de bronze du 2 miles aux Jeux de Saint-Louis 1904. († 28 mars 1941).
- 1889 : 
  - George Hutson, athlète de fond britannique. Médaillé de bronze du 5 000m et du 3 000m par équipes aux Jeux de Stockholm 1912. († 14 septembre 1914).

### XXesièclede1901à1950
- 1905 : 
  - Pierre Levegh, pilote de F1 et d'endurance français. († 11 juin 1955).
- 1915 : 
  - Lodovico De Filippis, footballeur italien. († ?).
- 1925 : 
  - Lefter Küçükandonyadis, footballeur turc. (46 sélections en équipe nationale). († 13 janvier 2012).
- 1926 : 
  - Alcides Ghiggia, footballeur uruguayen puis italien. Champion du monde de football 1950. (12 sélections avec l'équipe d'Uruguay et 5 avec l'équipe d'Italie). († 16 juillet 2015).
- 1938 : 
  - Matty Alou, joueur de baseball dominicain. († 3 novembre 2011).
- 1939 : 
  - Valentin Afonine, joueur et entraîneur de football soviétique puis russe († 1er avril 2021).
- 1944 : 
  - Steve Carlton, joueur de baseball américain.
- 1947 : 
  - Mitsuo Tsukahara, gymnaste japonais. Champion olympique du concours général par équipes aux Jeux de Mexico 1968, champion olympique du concours général par équipes, de la barre fixe et médaillé de bronze aux anneaux aux Jeux de Munich 1972 puis champion olympique du concours général par équipes et de la barre fixe, médaillé d'argent du saut de cheval puis médaillé de bronze du concours général individuel et des barres parallèles aux Jeux de Montréal 1976. Champion du monde de gymnastique artistique du concours général par équipes et du saut de cheval 1970, champion du monde de gymnastique artistique aux concours par équipes 1974 et 1978.
- 1948 : 
  - Steve Garvey, joueur de baseball américain.
- 1949 :
  - Vladimír Martinec, hockeyeur sur glace et ensuite entraîneur tchécoslovaque puis tchèque. Médaillé de bronze aux Jeux de Sapporo 1972 et d'argent aux Jeux Innsbruck 1976. Champion du monde de hockey sur glace 1972, 1976 et 1977. (289 sélections en équipe nationale). Sélectionneur de l'équipe de Tchéquie en 2002.

### XXesièclede1951à2000
- 1952 :
  - Colm Tucker, joueur de rugby irlandais. (2 sélections en équipe nationale). († 11 janvier 2012).
- 1953 :
  - Ian Turnbull, hockeyeur sur glace canadien.
- 1955 :
  - Lonnie Smith, joueur de baseball américain.
- 1959 :
  - Bernd Schuster, footballeur puis entraineur allemand. Champion d'Europe de football 1980. Vainqueur de la Coupe d'Europe des vainqueurs de coupe 1982. (21 sélections en équipe nationale).
- 1961 :
  - Pete Goss, navigateur britannique.
  - Marcus O'Sullivan, athlète de demi-fond irlandais.
- 1963 :
  - Giuseppe Bergomi, footballeur italien. champion du monde de football 1982. Vainqueur de la Coupe UEFA 1991, 1994 et 1998. (81 sélections en équipe nationale).
- 1964 :
  - Roman Kukleta, footballeur tchèque. (1 sélection en équipe nationale). († 26 octobre 2011).
- 1965 :
  - Luis Islas, footballeur argentin. Champion du monde de football 1986. Vainqueur de la Copa América 1993. (30 sélections en équipe nationale).
- 1966 :
  - Véronique Claudel, biathlète française. Championne olympique du relais 3×7,5km aux Jeux d'Albertville 1992 puis médaillée de bronze du relais 4×7,5km aux Jeux de Lillehammer 1994. Médaillée d'argent du relais 4×7,5km aux Mondiaux de biathlon 1993, de bronze de la course par équipes en 1994 puis d'argent du relais 4×7,5km et de bronze du sprint 7,5km à ceux de 1995.
- 1967 :
  - Martina Voss-Tecklenburg, footballeuse puis entraîneuse allemande. Championne d'Europe de football féminin 1989, 1991, 1995 et 1997. Victorieuse de la Coupe féminine de l'UEFA 2009. (125 sélections en équipe nationale). Sélectionneuse de l'équipe de Suisse féminine depuis 2012.
- 1969 :
  - Myriam Bédard, biathlète canadienne. Médaillée de bronze du 15 km aux Jeux d'Albertville 1992 et championne olympique du 7,5km et du 15 km aux jeux de Lillehammer 1994. Championne du monde de biathlon du sprint 7,5km et médaillée d'argent du 15 km 1993.
  - Mark Robins, footballeur puis entraîneur anglais. Vainqueur de la Coupe d'Europe des vainqueurs de coupe 1991.
- 1972 :
  - Franck Cammas, navigateur français. Vainqueur de la Solitaire du Figaro 1997, de la Transat Jacques-Vabre 2007, de la Route du Rhum 2010 et de la Volvo Ocean Race 2011-2012.
  - Steffi Jones, footballeuse allemande. Médaillée de bronze aux Jeux de Sydney 2000 et aux Jeux de d'Athènes 2004. Championne du monde de football féminin 2003. Championne d'Europe de football féminin 1997, 2001 et 2005. Victorieuse de la Coupe de l'UEFA 2002 et 2006. (111 sélections en équipe nationale).
- 1973 :
  - Annie Pelletier, plongeuse puis consultante sportive canadienne. Médaillée de bronze du tremplin à 3m aux Jeux d'Atlanta 1996.
- 1976 :
  - Derek Hood, basketteur américain.
- 1980 :
  - Didac Costa, navigateur espagnol.
  - Marcus Haislip, basketteur américain.
- 1982 :
  - Souleymane Camara, footballeur sénégalais. (35 sélections en équipe nationale).
  - Britta Heidemann, épéiste allemande. Médaillée d'argent aux Jeux d'Athènes 2004 puis championne olympique en individuelle aux Jeux de Pékin 2008 et médaillée d'argent aux Jeux de Londres 2012. Championne du monde d'escrime à l'épée individuelle 2007. Championne d'Europe d'escrime 2009.
- 1983 :
  - Robin Duvillard, fondeur français. Médaillé de bronze du relais 4×10km aux Jeux de Sotchi 2014.
  - José Fonte, footballeur portugais.
  - Viola Kibiwot, athlète de demi-fond et de fond kényane.
  - Nathalie Péchalat, patineuse artistique de danse française. Championne d'Europe de patinage artistique en danse 2011 et 2012.
- 1987 :
  - Zach Britton, joueur de baseball américain.
  - Garfield Darien, athlète de haies français. Médaillé d'argent aux championnats d'Europe d'athlétisme 2010 et à ceux de 2012.
  - Éder, footballeur luso-bissau-guinéen. (26 sélections avec l'équipe du Portugal).
- 1988 :
  - Leigh Halfpenny, joueur de rugby gallois. Vainqueur du Grand Chelem 2012 et du Tournoi des Six Nations 2013. (62 sélections en équipe nationale).
- 1990 :
  - Josef Newgarden, pilote d'IndyCar Series américain. Champion du monde d'IndyCar Series 2017 et 2019.
- 1991 :
  - Paul Alo-Émile, joueur de rugby à XV samoan. Vainqueur du Challenge européen 2017. (12 sélections en équipe nationale).
- 1992 :
  - Mélanie Henique, nageuse française.
  - Nick Johnson, basketteur américain.
- 1993 :
  - Sergi Darder, footballeur espagnol.
  - Alexander Edmondson, cycliste sur piste et sur route australien. Médaillé d'argent de la poursuite par équipes aux Jeux de Rio 2016. Champion du monde de cyclisme sur piste de la poursuite par équipes 2013 puis champion du monde de cyclisme sur piste de la poursuite individuelle et par équipes 2014.
  - Raphaël Guerreiro, footballeur franco-portugais. (7 sélections avec l'équipe du Portugal).
  - David Klemmer, joueur de rugby à XIII australien. Vainqueur du Tournoi des Quatre Nations 2016. (8 sélections en équipe nationale).
- 1994 :
  - Chris Walker, basketteur américain.
- 1996 :
  - Travis Dermott, hockeyeur sur glace canadien.
  - Caroline Hériaud, basketteuse française.
- 1997 :
  - Jamie Blamire, joueur de rugby à XV anglais. (7 sélections en équipe nationale).
- 1998 :
  - Casper Ruud, joueur de tennis norvégien.
- 2000 :
  - Pauletta Foppa, handballeuse française. (3 sélections en équipe de France).
  - Maciej Żurawski, footballeur polonais.

## Décès

### XXesièclede1901à1950
- 1919 : 
  - Hermann Weingärtner, 55 ans, gymnaste allemand. Champion olympique de la barre fixe, des barres parallèles par équipes et de la barre fixe par équipes, médaillé d'argent du cheval d'arçon et des anneaux puis médaillé de bronze du saut de cheval aux Jeux d'Athènes 1896. (° 27 août 1864).
- 1937 :
  - Jake Kilrain, 78 ans, boxeur américain. (° 9 février 1859).

### XXesièclede1951à2000
- 1961 : 
  - Gustaf Rosenquist, 74 ans, gymnaste artistique suédois. Champion olympique du concours par équipes aux Jeux de Londres 1908. (° 10 septembre 1887).
- 1971 : 
  - Walter Byron, 77 ans, hockeyeur sur glace canadien. Champion olympique aux Jeux d'Anvers 1920. (° 2 septembre 1894).
  - Austin Clapp, 61 ans, nageur et joueur de water-polo américain. Champion olympique du relais 4 x 200 mètres nage libre aux Jeux d'été de 1928. Médaillé de bronze lors du tournoi de water-polo des Jeux olympiques d'été de 1932. (° 8 novembre 1910).

### XXIesiècle
- 2002 :
  - Jacques Féret, 80 ans, pilote de rallyes automobile français. (° 9 juin 1922).
- 2005 : 
  - Roger Viel, 56 ans, joueur de rugby à XV français. (° 1er avril 1949).
- 2006 :
  - Erich Linnhoff, 92 ans, athlète allemand. Champion d'Europe du relais 4 × 400 mètres et médaillé de bronze du 400 mètres lors des en 1938. (° 23 avril 1914).
- 2007 : 
  - Lucien Teisseire, 88 ans, cycliste sur route français. Vainqueur de Paris-Tours 1944. (° 11 décembre 1919).
- 2012 : 
  - Ryan Freel, 36 ans, joueur de baseball américain. (° 8 mars 1976).
- 2016 : 
  - John Gwilliam, 93 ans, joueur de rugby à XV gallois. Vainqueur des Grand Chelem 1950 et 1952 puis du Tournoi des Cinq Nations 1954. (23 sélections en équipe nationale). (° 28 février 1923).
- 2019 :
  - Fritz Künzli, 73 ans, footballeur suisse. (44 sélections en équipe nationale). (° 8 janvier 1946).
- 2022 :
  - Anton Tkáč, 71 ans, coureur cycliste sur piste tchécoslovaque. Champion olympique de vitesse individuelle aux Jeux d'été de 1976, champion du monde de vitesse individuelle en 1974 et en 1978. (° 30 mars 1951).